# Daviesia arthropoda
Espèce
Daviesia arthropoda est une espèce de plantes à fleurs de la famille des Fabaceae. Elle est endémique en Australie centrale. C'est un arbuste aux branches largement étalées, aux phyllodes pointus, étroitement ovoïdes, dont l'extrémité la plus étroite se trouve à la base, et aux fleurs jaunes avec de légères marques rouges.

## Description
Daviesia arthropoda est un arbuste glabre qui atteint généralement une hauteur de 0,5-1 m et dont les branches s'étendent à angle droit par rapport à la tige principale. Les phyllodes sont dispersés le long des branches et sont très pointus, étroitement ovoïdes avec l'extrémité la plus étroite vers la base, généralement 20-40 mm de long et 3-5 mm de large. Les fleurs sont disposées seules ou par paires à l'aisselle d'un pédoncule 4-8 mm de long avec des bractées d'environ 1 mm de long. Chaque fleur est sur un pédicelle de 3-8 mm de long. Les cinq sépales font 3,0-3,5 mm de longs et joints à la base, les lobes triangulaires et plus ou moins égaux en longueur. Le pétale de la corolle est jaune avec un centre rouge et environ 4 mm de long, les ailes sont jaunes avec une base rouge et environ 4,5 mm de long et la carène en forme de sac, jaune et environ 4 mm de long. La floraison a lieu d'avril à août et le fruit est une gousse aplatie et triangulaire 7-8 mm de long
,,,

## Répartition et habitat
Cette espèce de pois pousse sur les dunes de sable avec des espèces de spinifex, telles que Triodia basedowii, et des espèces d'Acacia. Elle est répandue et dispersée en Australie centrale depuis le Little Sandy Desert en Australie occidentale, en passant par le Territoire du Nord et l'Australie du Sud jusqu'à l'ouest du Queensland,,,.

## Statut de conservation
Le genre Daviesia est classé comme « priorité trois » par le gouvernement d'Australie occidentale, cela signifie qu'elle n'est connue que dans quelques endroits, mais qu'elle n'est pas menacée de façon imminenteet qu'elle est « moins préoccupante » dans le Territoire du Nord et le Queensland,.

## Systématique
Le nom correct complet (avec auteur) de ce taxon est Daviesia arthropoda F.Muell..
Daviesia arthropoda a été décrit pour la première fois en 1874 par Ferdinand von Mueller dans Fragmenta Phytographiae Australiae' à partir de spécimens collectés à Kata Tjuta par Ernest Giles,. L'épithète spécifique (arthropoda) signifie « pied articulé », en référence aux pédoncules. 